# Embalse de Plasencia
Die Embalse de Plasencia (manchmal auch Embalse de Jerte genannt) ist ein Stausee des Río Jerte in der spanischen Autonomen Gemeinschaft Extremadura in unmittelbarer Nähe der Stadt Plasencia. Sie wird von der SEPREM (Sociedad Española de Presas y Embalses) betrieben.

## Funktion und Geschichte
Das hauptsächlich der Flussregulierung und Bewässerungszwecken dienende Absperrbauwerk wurde ca. fünf Kilometer nordöstlich der Stadt Plasencia gebaut und im Jahr 1985 fertiggestellt.

## Daten
Die Gewichtsstaumauer ist 42,50 Meter hoch und 503 Meter lang; der Scheitelpunkt der Staumauer befindet sich ca. 372,50 Meter ü. d. M. Der vergleichsweise kleine Stausee hat ein maximales Fassungsvermögen von 59 Millionen Kubikmetern und ist 6,67 km² groß.

## Tourismus
Baden, Segeln, Angeln und Picknicks an den Uferzonen sind möglich.